# Five Minutes with Arctic Monkeys
Five Minutes with Arctic Monkeys é o primeiro single da banda de Sheffield Arctic Monkeys. Lançado em 30 de Maio de 2005, apresentava uma re-gravação do favorito dos fans "Fake Tales of San Francisco" e uma nova música e lado B "From the Ritz to the Rubble". Foi um lançamento limitado pela Bang Bang Recordings - um rótulo que foi criado pela banda com a única finalidade de lançar o single. O nome, Bang Bang, foi sugerido como um nome de substituição da banda, tendo em conta que o nome Arctic Monkeys soava "estranho".
Somente 1500 exemplares de CDs e 2000 exemplares discos de vinil foram disponibilizados, o que significa que o single agora é único e raro e é cada vez mais procurado pelos fãs da banda, com registros de troca em sites como o eBay por preços elevados. O single em forma de vinil é vendido por um preço médio de cerca de 125,00 dólares . Ambas as faixas foram regravadas e incluídas no álbum de estréia da banda,Whatever People Say I Am, That's What I'm Not (2006).

## Faixas
| N.º | Título                        | Duração |  |
| 1.  | "Fake Tales of San Francisco" | 3:00    |  |
| 2.  | "From the Ritz to the Rubble" | 3:11    |  |